# Артур
Крал Артур (на английски: King Arthur) е легендарен вожд на британците от V – VI век, централна фигура в митологията на Великобритания. Той е главен герой на много епични произведения и рицарски романи. Представлява идеала за крал по време на война и в мирно време.
Съществуват разногласия по въпроса дали Артур или личността, вдъхновила неговият образ, наистина са съществували. Историците не са намерили доказателства за неговото историческо присъствие. В по-ранните споменавания на името, както и в уелските текстове, името Артур не е придружавано от титлата крал. Един от по-старите текстове го определя като dux bellorum (военен водач, военачалник), а в средновековни текстове от Уелс като титла на Артур често се използва ameraudur (император, което също може да се разбере като военен водач).

## Името Артур
Произходът на името Артур (Артър) остава спорен. Някои предполагат, че е получено от римското име Арторий, с неясна етимология, но най-вероятно с етруски произход.
Друга възможност е, че идва от бритонското бащино име Арто-риг-иос (коренът на което Арто-риг „мечка-цар“ може да се намери в староирландското собствено име Арт-ри) чрез латинизираната форма Арторий.
Алтернативна теория, която има само ограничен прием сред професионалните учени, извежда името на Артур от Арктур, най-ярката звезда в съзвездието Воловар, в района на Голямата мечка.

## Легенди
Има легенда, в която се разказва, че крал Артур е извадил меча Екскалибур от омагьосаната скала. След това Мерлин (могъщ магьосник) става негов съветник. Това е само част от легендата. Предполага се, че е бил романизиран военачалник, роден ок. 370 г. сл. Хр. в южната част на острова. След оттеглянето на римските легиони от Британия през 410 г. сл. Хр., Артур спира варварското нашествие от север, като умиротворява и обединява страната.
Според една от легендите след като крал Артур е тежко ранен, неговият единственият оцелял рицар, сър Бедивер, го занася на острова Авалон, който се намира по средата на езеро. Езерото е познато на Артур, защото там той получава меча си Екскалибур. Дава му го Дамата от Езерото. Той иска да върне меча там, но е тежко ранен и не може сам да го направи. Затова изпраща сър Бедивер. Рицарят обаче като стига езерото и поглежда меча Екскалибур, не го хвърля, заради красотата му. Скрива го в храстите и се връща при краля. Артур го пита какво е видял когато е хвърлил меча. „Нищо“ – отговаря Бедивер. Кралят разбира, че рицарят лъже и му казва да се върне и да хвърли меча.

## В литературата
- Легендата за Тристан и Изолда разказва трагичната история за тайната любов между корнуолския рицар Тристан и ирландската принцеса Изолда. Историята предшества и най-вероятно повлиява легендата за Артур и романса между Ланселот и Гуиневир.
- „Сър Гауейн и Зеленият рицар“ е рицарски романс от 14 век, описващ приключенията на рицаря от Кръглата маса сър Гауейн. Състои се от 2500 стиха написани в алитеративен стих, разделени на четири части. Творбата е оцеляла в един ръкопис – Cotton Nero A.x., който се намира в Британската библиотека и е написан в Северния Уестмидландски диалект на средноанглийския език.
- „Смъртта на Артур“ е сборникът на сър Томас Малъри на френски и английски артурови романси. Книгата съдържа оригинални произведения на Малъри (историята за сър Гарет) и преразказва по-старите истории в светлината на възгледите и интерпретациите на автора. За първи път е публикувана през 1485 г. от Уилям Какстън. „Смъртта на Артур“ е най-известната творба на английски език за артуровата легенда.
- „Идилии на краля“ е цикъл от дванадесет поеми, написани от английския поет Алфред Тенисън, публикувана между 1856 и 1885 г. В творбата се разказва легендата за крал Артур, неговите рицари, любимата му Гуиневир и нейната трагична измяна, проследявайки възхода и падението на кралството на Артур. Цялата творба е описание на неуспешния опит на краля да създаде перфектното кралство – от неговото възкачване на власт до негова смърт в ръцете на предателя Мордред. Отделни поеми разказват подробно за делата на други рицари като например Ланселот, Герейнт, Галахад, а също и на други герои като Мерлин и Господарката на езерото.

## В киното
- Комедията „Монти Пайтън и Свещеният граал“ от 1975 г. е пародия на легендата за крал Артур и неговото пътешествие в търсене на Свещения Граал.
- Филмът „Екскалибур“ (на английски: Excalibur), е игрален филм от 1981 г., с режисьор, продуцент и съсценарист Джон Бурман, който пресъздава легендата за крал Артур и рицарите на Кръглата маса, главно въз основа на рицарския роман „Смъртта на Артур“ от Томас Малори.
- Филмът „Първият рицар“ от 1995 г. на режисьора Джери Зъкър разказва за крал Артур и жена му Гуиневир.
- ТВ филми „Мерлин“ (1998) и продължението „Чиракът на Мерлин“ (2006) разказват не само за възхода и падането на Камелот, но и за периода в историята на Великобритания, който го предшества. Първият филм се отклонява от традиционната легенда, докато вторият е по-близък до нея.
- Филмът „Крал Артур“ е игрален филм от 2004 г., с режисьор Антоан Фукуа и продуцент Джери Брукхаймър, е изключително вълнуващ приключенски епос, който разказва героичната истинска история зад една от най-големите легенди в историята. Това е доблестната приказка за Артур и лоялността на рицарите на Кръглата маса, които се борят за свободата и хората, които обичат.
- ТВ филм „Мъглите на Авалон“ от 2001 година е създаден по романа на Марион Зимър Брадли. По-голямата част от филма са спомени, разказани от магьосницата Моргана.
- В епизод от научнофантастичния сериал „Вавилон 5“, наречен „A Late Delivery From Avalon“, на станцията пристига неизвестен човек, който твърди, че е самият крал Артур. Впоследствие се оказва, че мъжът страда от тежко психично заболяване, което е породено от случки в миналото му.
- Филмът „Крал Артур: Легенда за меча“ от 2017 година на режисьора Гай Ричи е вдъхновен от легендата за крал Артур.